# Zhennan (köpinghuvudort i Kina, Guizhou Sheng, lat 28,70, long 107,87)
Zhennan (kinesiska: 镇南, 镇南镇) är en köpinghuvudort i Kina. Den ligger i provinsen Guizhou, i den sydvästra delen av landet, omkring 260 kilometer nordost om provinshuvudstaden Guiyang. Antalet invånare är 17 669. Befolkningen består av 8 786 kvinnor och 8 883 män. Barn under 15 år utgör 27,0 %, vuxna 15-64 år 60 %, och äldre över 65 år 11,0 %.